# Llanelli
Pour les articles homonymes, voir Llanelli (homonymie).
 (mars 2018).
Si vous disposez d'ouvrages ou d'articles de référence ou si vous connaissez des sites web de qualité traitant du thème abordé ici, merci de compléter l'article en donnant les références utiles à sa vérifiabilité et en les liant à la section « Notes et références ».
Llanelli [ɬaˈnɛɬi] est une ville côtière située au pays de Galles, dans le Carmarthenshire. Elle est notamment connue pour son équipe de rugby à XV (les Scarlets) et pour la production de fer-blanc. Avec 49 591 habitants, c'est la septième ville du pays de Galles et la plus grande ville du comté. Selon le recensement de 2001, environ 30 % de la population comprend la langue galloise. Au milieu du XXe siècle, Llanelli était la plus grande ville au monde où plus de la moitié de la population parlait une langue celtique.

## Étymologie

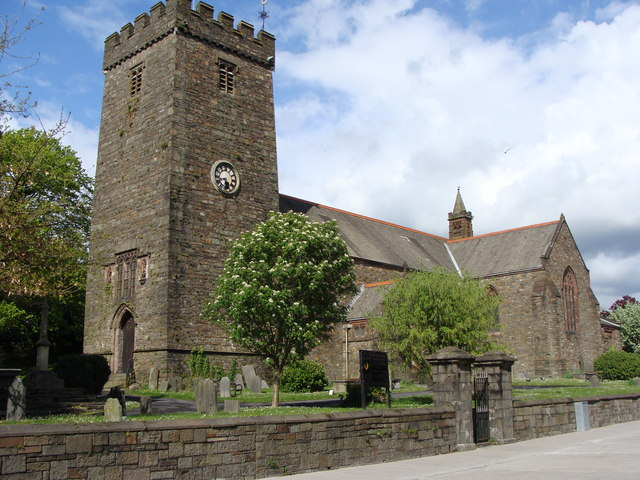
L'église de St Elli

Le nom "Llanelli" signifie "paroisse de St Elli". En gallois, llan désigne un terrain enclos et, par extension, une paroisse entourant une église. C'est l'équivalent du toponyme lan, que l'on retrouve en breton.
Jusqu'en 1966, le nom de la ville s'écrivait généralement sous la forme anglicisée Llanelly. L'administration britannique a adopté l'orthographe galloise notamment pour éviter la confusion avec le village de Llanelly, situé près d'Abergavenny.

## Géographie
Llanelli se situe dans le sud du pays de Galles, à l'extrême sud-est du comté du Carmarthenshire. Elle se trouve à environ 16 km à l'ouest de Swansea et à 19 km au sud-est de Carmarthen, la capitale du comté.
La ville est bordée par l'estuaire de la Loughor, une baie communiquant avec le canal de Bristol.

## Histoire

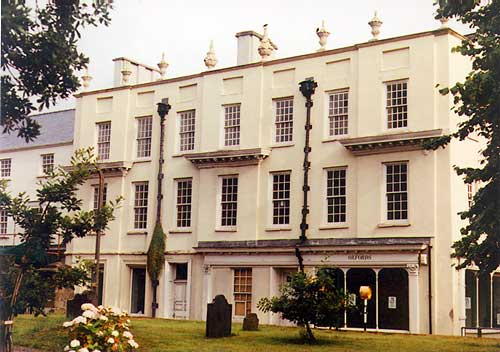
Llanelly House

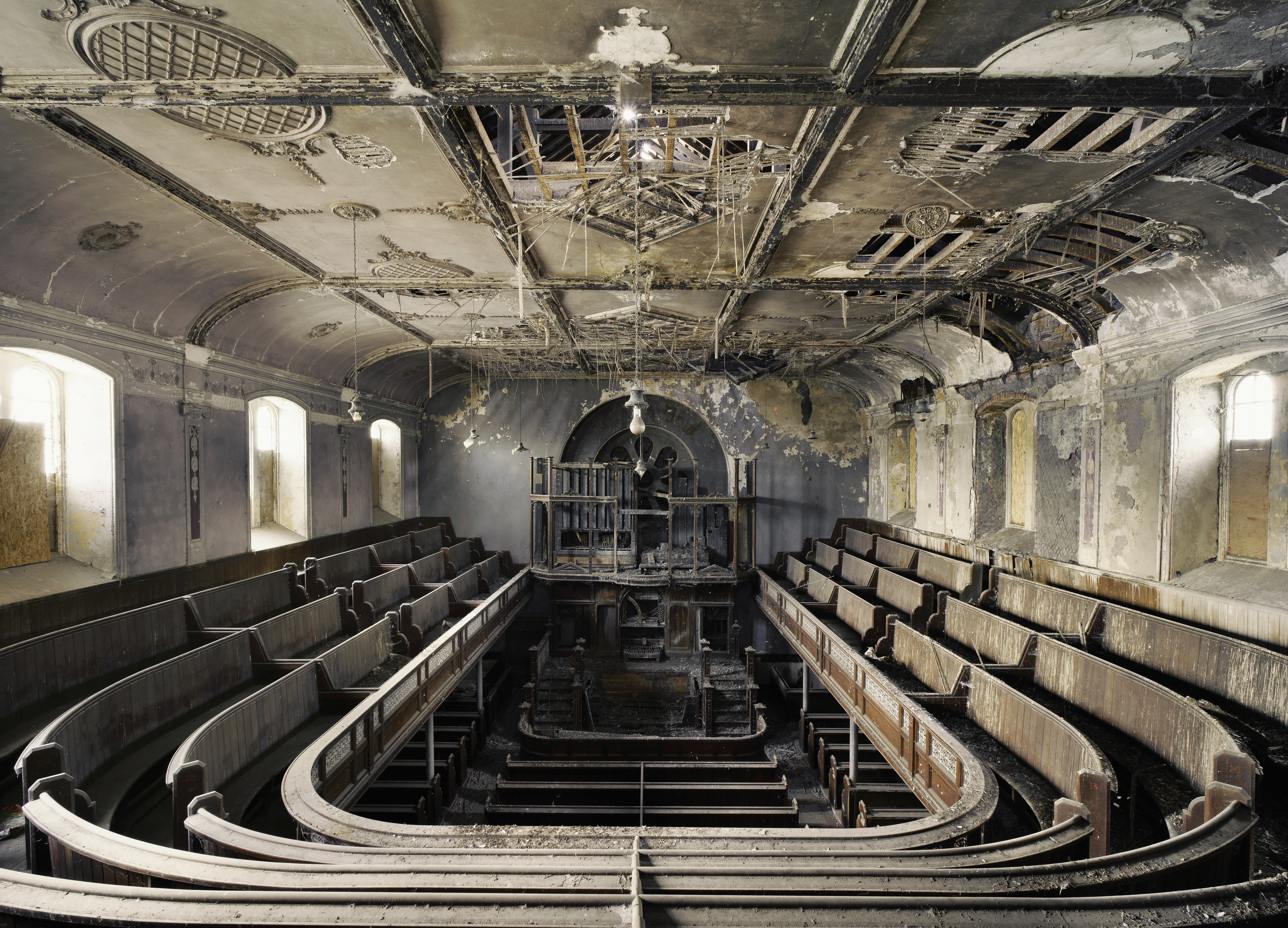
Intérieur de l'église Calfaria, église baptiste abandonnée à Llanelli. Septembre 2020.

Mentionnée sur les cartes et disposant de registres paroissiaux à partir du XVIIe siècle, Llanelli est historiquement une ville de mineurs. À cette période, la ville passe sous la domination de la famille Stepney, originaire de Londres et qui bâtit sa fortune dans la région. L'hôtel urbain géorgien Llanelly House témoigne de la richesse et de l'influence de cette famille sur la ville.
La population et la ville de Llanelli grandissent significativement tout au long des XVIIIe et XIXe siècles, en lien avec le développement de l'extraction de charbon et des usines de production d'acier et de fer-blanc dans la région. L'ouverture de la ligne de chemin de fer de Llanelli à Mynydd Mawr en 1803 témoigne du développement et de l'intensité des activités industrielles dans la région.
Comme beaucoup de villes galloises, Llanelli reçoit la visite du pasteur anglican John Wesley, fondateur de l'Église méthodiste. John Wesley fait étape à Llanelli en 1772 et en 1779, ce qui aboutit à la création d'une Église méthodiste à Llanelli en 1785.
Dans la seconde moitié du XIXe siècle, la ville et sa région ont une part si significative dans la production d'étain que Llanelli est surnommée « Tinopolis » (tin signifiant « étain » en anglais).
Avec la fermeture des mines de charbon et la concurrence croissante de l'acier et de l'étain produits par les pays émergents, la ville amorce un déclin économique durable à la fin des années 1970.

## Économie
Malgré la disparition de nombreuses usines et autres activités industrielles dans la seconde moitié du XXe siècle, Llanelli conserve une certaine activité industrielle. La ville abrite ainsi deux sites majeurs de production industrielle servant principalement à l'industrie automobile : l'une située à Trostre et appartenant à Tata Steel Europe et l'autre appartenant à Dyfed Steels.
Pour compenser la perte de nombreuses activités du secteur secondaire, la ville de Llanelli a développé un important complexe commercial à Parc Trostre et Parc Pemborton, à l'est de la ville, et a cherché à donner une impulsion à l'activité touristique en créant un club de golf à Machynys, sur le site d'anciennes usines, et en ouvrant le Millenium Coastal Park.

### Brasserie
Comme nombre de villes galloises, Llanelli a une longue tradition de production de bière. La ville accueille ainsi la brasserie Felinfoel, située dans le quartier homonyme. Elle a également accueilli la brasserie Buckley's, fondée à la fin du XVIIIe siècle mais rachetée en 1998 par le groupe Brains, qui a transféré la production sur son site historique de Cardiff.

## Sports

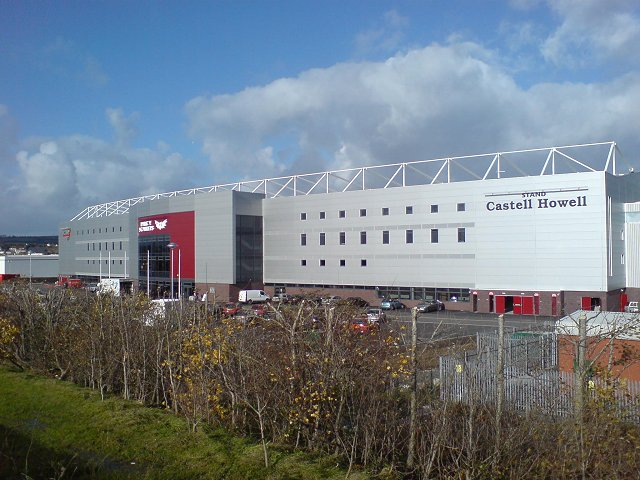
Le Parc Y Scarlets

La ville de Llanelli a une longue tradition sportive dominée par le rugby. Elle accueille l'équipe du Llanelli RFC, fondée en 1872 et qui évolue dans la Welsh Premier Division, et la sélection provinciale des Scarlets, franchise professionnelle disputant le Pro12 et la Coupe d'Europe. Les deux équipes jouent dans le stade Parc y Scarlets, inauguré en 2008 et remplaçant le stade historique de Stradey Park.

## Transports
Bien que située sur la côte sud de l'Ouest du pays de Galles, Llanelli est bien reliée au reste du pays aussi bien par la route que par le chemin de fer.
La ville est desservie via la route A4138 par l'autoroute M4, qui la relie tous les grands centres urbains du Sud du pays de Galles et à l'Angleterre. En complément, Llanelli est directement reliée à Swansea par la route A484.
La gare de Llanelli est desservie très régulièrement par les trains de la compagnie Arriva Trains Wales et occasionnellement par ceux de la compagnie First Great Western. La ville dispose ainsi de trains directs pour l'Ouest (Carmarthen, Milford Haven, Fishguard Harbour et Pembroke Dock, ces deux dernières villes étant des ports de départ de ferrys pour l'Irlande), le Sud (Swansea, Cardiff, Newport) et l'Est du pays de Galles (via la ligne pour Manchester) mais aussi pour Londres, deux fois par jour. La gare de Llanelli est également le point de départ de la ligne Heart of Wales, qui dessert l'intérieur du pays et la relie directement à Shrewsbury.
L'aéroport le plus proche est l'aéroport international de Cardiff, accessible par route et par train.
Llanelli est traversée par deux pistes cyclables appartenant au National Cycle Network : la NCR 43 et la NCR 4 (aussi appelée Celtic Trail).

### Transports en commun
L'aire urbaine de Llanelli est desservie par un réseau de bus géré par la compagnie First. Outre la desserte de Llanelli et des villes et villages avoisinantes, les bus assurent la liaison vers Carmarthen et Swansea.
L'aire urbaine de Llanelli compte également cinq gares ferroviaires, desservies par les trains de la compagnie Arriva Trains Wales : Llanelli, Burry Port, Kidwelly, Bynea et Llangennech.

## Tourisme et loisirs
Depuis la perte de la majorité de ses activités industrielles, Llanelli se tourne vers le tourisme et les loisirs pour redynamiser son économie et se montrer de nouveau attractive. De nombreux projets ont été lancés par les autorités pour atteindre cet objectif.

### Attractions touristiques
Parmi les attractions touristiques situées à Llanelli, on peut citer :

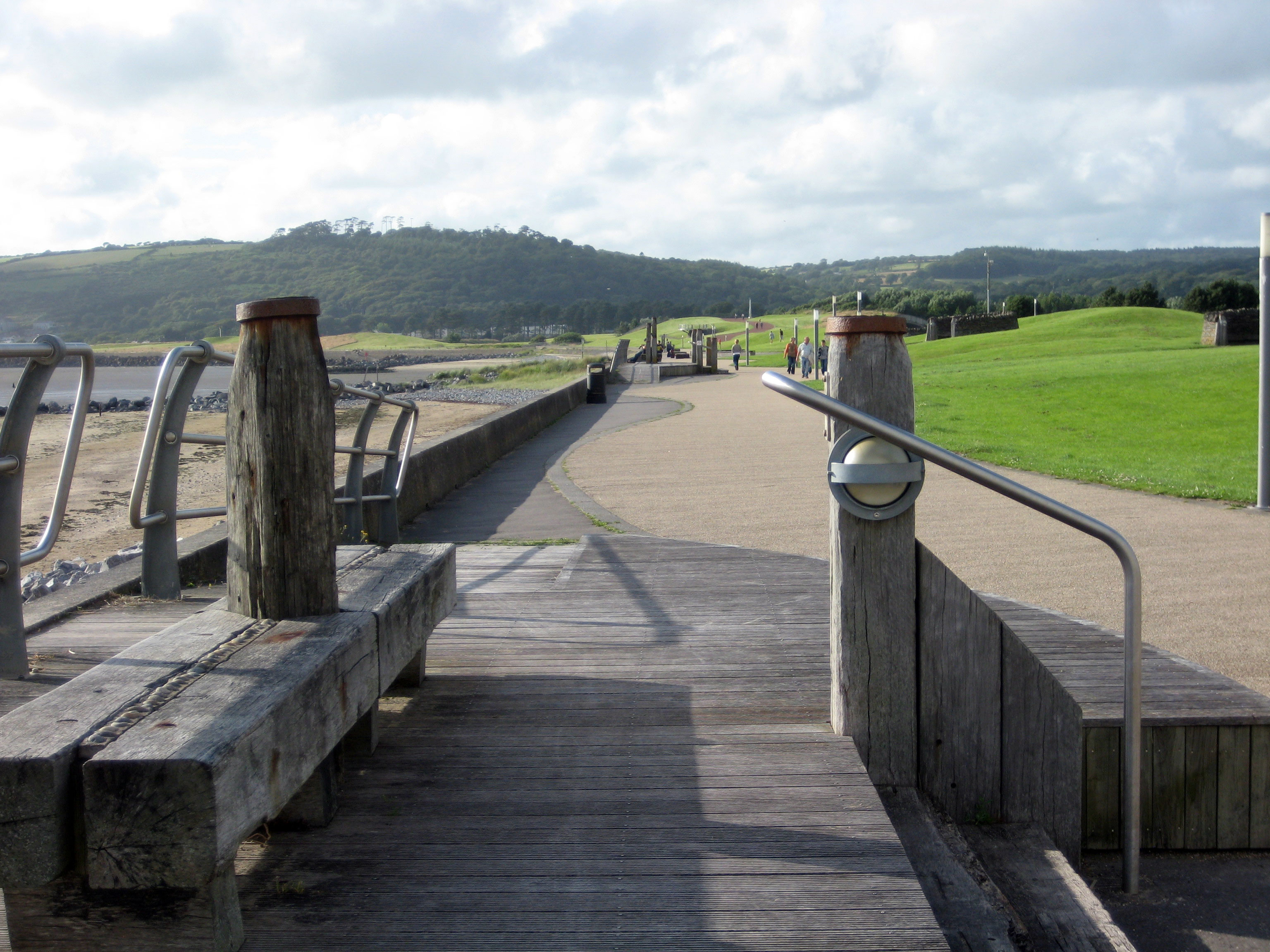
Le Millennium Coastal Path

- Le Millennium Coastal Pathle Millennium Coastal Path, espace de promenade s'étirant de Bynea à Pembrey, offrant des vues sur l'estuaire de la Loughor et la péninsule de Gower. Long de 21 km, il fait partie du Wales Coast Path et de la piste cyclable NCR 4.

- Llanelly House, hôtel urbain du début du XVIIIe siècle, construite par la famille Stepney. Laissée à l'abandon et se trouvant dans un état de dégradation avancé, la demeure a fait l'objet d'une longue et intense campagne de restauration initiée en 2003 par sa participation à la première saison de l'émission de la BBC Restoration. Redevenue un chef-d'œuvre de l'architecture urbaine géorgienne, Llanelly House abrite aujourd'hui un musée et un centre de recherche généalogique.

- le musée du Park Howard, situé dans l'ancienne résidence de campagne de Park Howard et présentant des collections témoignant du passé de la ville.
- le Pembrey Country Park, situé dans la ville de Pembrey, à l'extérieur de Llanelli. Il est composé d'une forêt, d'un camping, d'une plage de 13 km et de différentes installations récréatives telles qu'une piste de ski, un circuit pour VTT et un parcours d'aventures.

## Culture
Llanelli a accueilli six fois l'Eisteddfod nationale, en 1895, 1903, 1930, 1962, 2000 et 2014.
La ville accueille plusieurs festivals, tout au long de l'année, tels que le Festival de la bière en août (membre officiel de la Campaign for Real Ale), le festival de musique Big Day Out en août et le Carnaval de Noël en novembre,
Jusqu'en 2012, Llanelli disposait d'un théâtre, le Théâtre Elli, mais celui-ci a fermé ses portes et doit être remplacé par le nouveau théâtre Y Ffwrnes.

## Jumelage
- Agen (France) depuis 1989.